# Aura, Phần Lan
Aura (/ˈɑurɑ/) là một đô thị của Phần Lan. Đô thị này được lập năm 1917 từ các khu vực của Lieto và Pöytyä.
Vị trí ở tỉnh của Tây Phần Lan và thuộc Varsinais-Suomi vùng. Đô thị này có dân số 3.699 người (thời điểm 31 tháng 12 năm 2005) và diện tích 95,44 km² trong đó có 0,35 km² là diện tích mặt nước. Mật độ dân số là 38,03 người trên mỗi km².
Dân đô thị này chỉ sử dụng tiếng Phần Lan